# Mythicomyia hamata
Mythicomyia hamata är en tvåvingeart som beskrevs av Axel Leonard Melander 1961. Mythicomyia hamata ingår i släktet Mythicomyia och familjen svävflugor.
Artens utbredningsområde är Kalifornien. Inga underarter finns listade i Catalogue of Life.